# La regina di Ninive
La regina di Ninive è un cortometraggio muto italiano del 1911 diretto e interpretato da Luigi Maggi.

## Restauro
Nel 2018 il film è stato restaurato dalla Fondazione Cineteca di Bologna e Museo Nazionale del Cinema di Torino a partire da una copia in nitrato imbibita, con didascalie inglesi, conservata dal BFI National Archive nella collezione Joye. Le lavorazioni sono state effettuate presso il laboratorio L’Immagine Ritrovata.